# Bulia
Bulia é um gênero de traça pertencente à família Arctiidae.